# Hvilende Hermes
Den hvilende Hermes er en statue fra omkring 300 f.Kr. 
Legatet Albertina skænkede i 1886 en afstøbning af bronze der var opstillet i Ørstedsparken i København.
Denne afstøbning forsvandt natten mellem den 31. marts og 1. april 1995, men den 15. september 2010 genfandt dykkere statuen i dyndet ved Frederik den 7. bro, da de undersøgte søen efter spor i forbindelse med sagen om eksplosionen på Hotel Jørgensen og Lors Doukaiev.

## Henvisning
1. ↑  "Statuer i H.C. Ørstedsparken". Carlsberg. Hentet 20. september 2010.{{cite web}}:  CS1-vedligeholdelse: url-status (link)
2. ↑  Jan Søgaard (15. september 2010). "Fandt forsvundet bronzestatue i Ørstedparkens sø". Ekstra Bladet.